# Омские ястребы
«Омские ястребы» — молодёжная команда по хоккею с шайбой из Омска выступающая в МХЛ . Является молодёжной командой ХК Авангард. Двукратный обладатель Кубка Харламова, чемпионы международного турнира «Hockey night in Boston» и победители Кубка мира среди молодёжных клубных команд.

## История
Образована на основе фарм-клуба омского «Авангарда» «Авангард»-2. С 2009 года выступает в Чемпионате МХЛ. Ранее в структуре ХК «Авангард» существовал фарм-клуб, он был образован в 1993 г. и выступал под названиями «Авангард»-2 (1993/94, 1994/95, 2007/08, 2008/09), «Авангард»-ВДВ (1995/96 — 2002/03), «Омские ястребы» (2003/04 — 2006/07).

### Выступления в МХЛ
| Сезон   | Регулярный чемпионат                  | Плей-офф                   |
| ------- | ------------------------------------- | -------------------------- |
| 2009/10 | 6-е место в дивизионе «Восток»        | Поражение в 1/4 финала     |
| 2010/11 | 2-е место в дивизионе «Урал-Сибирь»   | Поражение в 1/8 финала     |
| 2011/12 | Победитель регулярного чемпионата МХЛ | Обладатели Кубка Харламова |
| 2012/13 | Победитель регулярного чемпионата МХЛ | Обладатели Кубка Харламова |
| 2013/14 | 2-е место в Дивизионе «Урал-Сибирь»   | Поражение в 1/4 финала     |
| 2014/15 | 1-е место в Дивизионе «Урал-Сибирь»   | Поражение в 1/8 финала     |
| 2015/16 | 1-е место в Дивизионе «Урал-Сибирь»   | Поражение в 1/8 финала     |
| 2016/17 | 10-е место в Конференции «Восток»     | В плей-офф не играли       |
| 2017/18 | 10-е место в Конференции «Восток»     | В плей-офф не играли       |
| 2018/19 | 5-е место в Конференции «Восток»      | Поражение в 1/4 финала     |
| 2019/20 | 2-е место в Конференции «Восток»      | Вышли в 1/4 финала         |
| 2020/21 | 9-е место в Конференции «Восток»      | В плей-офф не играли       |
| 2021/22 | 6-е место в Конференции «Восток»      | Поражение в 1/2 финала     |
| 2022/23 | 1-е место в Конференции «Восток»      | Поражение в финале         |

## Достижения

### Международные
- Hockey Night in Boston

Победитель (1): Бостон (США), 2012 г.
- Кубок Мира среди молодёжных клубных команд

Победитель (1): Омск, 2013 г.

### Национальные
- Чемпионат Молодёжной хоккейной лиги

Чемпион (2): 2012 , 2013
Финалист (4): Чемпионат России среди команд первой лиги (2004), Зональный турнир (Урал-Западная Сибирь, 1999,2004), 2023
Третье место (5): 1998, 2001, 2002, 2022,  2025
- Кубок Харламова

Обладатель (2): 2012 , 2013
Финалист (1): 2023
Третье место (2): 2022, 2025
- Победитель регулярного чемпионата МХЛ

2012, 2013
- Кубок победителя конференции Восток

2012, 2013
- Кубок Открытия МХЛ

2012, 2023

### Межсезонные
- Кубок «Омских Ястребов»

Победитель (2): Омск, 2009, 2011 г.
Второе место (1): Омск, 2010 г.
- Весенний кубок молодёжных команд

Победитель (1): Омск, апрель 2011 г.
- Турнир памяти Юрия Моисеева

Победитель (1): Казань, 2014 г.
Второе место (1): Казань, 2011 г.
Третье место (1): Казань, 2010 г.
- Кубок ХК «Салават Юлаев»

Победитель (3): Уфа, 2019, 2020, 2022 г.
Второе место (4): Уфа, 2013, 2014, 2015, 2021 г.
- Турнир памяти Дениса Ляпина

Победитель (1): Чебаркуль, 2016 г.
- Мемориал А. Белосохова

Победитель (1): Новосибирск, 2023 г.
Третье место (1): Новосибирск, 2018 г.
- Кубок «G-Drive»

Победитель (4): Омск, 2021, 2022, 2024, 2025 г.
Второе место (1): Омск, 2023 г.

### Лучшие бомбардиры команды
- 2009/10 — Сергей Калинин — 36 (14+22)
- 2010/11 — Евгений Зубков — 41 (12+29)
- 2011/12 — Валентин Пьянов — 60 (22+38)
- 2012/13 — Максим Казаков — 56 (19+37)
- 2013/14 — Илья Михеев — 71 (34+37)
- 2014/15 — Антон Угольников — 47 (17+30)
- 2015/16 — Антон Угольников — 33 (10+23)
- 2016/17 — Артём Мянукян — 105 (39+66)
- 2017/18 — Максим Мельников — 45 (14+31)
- 2018/19 — Илья Баданин — 41 (17+24)
- 2019/20 — Егор Чинахов — 69 (27+42)
- 2020/21 — Семён Асташевский — 43 (24+19)
- 2023/24 — Данила Сысоев — 35 (14+21)

### Призы молодёжного хоккея
| - Приз имени Владимира Юрзинова - Евгений Корноухов — 2011/2012 - Евгений Корноухов — 2012/2013 - Приз имени Владислава Третьяка - Эдуард Рейзвих — 2011/2012 - Приз имени Вячеслава Фетисова - Даниил Арефьев — 2013/2014 - Приз имени Леонида Киселёва - Константин Лобачев — 2015/2016 - Антон Ковалев — 2016/2017 - Константин Лобачев — 2017/2018 - Приз имени Бориса Майорова - Антон Ковалёв — 2016/2017 - Приз имени Бориса Михайлова - Артём Манукян — 2016/2017 - Приз Лучшему игроку МХЛ - Артём Манукян — 2016/2017 - Приз за лучшую пресс-службу МХЛ - Омские ястребы — 2017/2018 - Лучший новичок чемпионата МХЛ - Вячеслав Малов — 2021/2022 |

## Участники Кубка Вызова МХЛ
- 2010 — Сергей Калинин Н
- 2011 — Станислав Калашников З
- 2012 — Эдуард Рейзвих В, Егор Антропов З, Семён Жеребцов Н
- 2013 — Олег Шилин В, Дмитрий Кузьменко З, Валентин Пьянов Н
- 2014 — Даниил Арефьев З, Кирилл Семёнов Н
- 2015 — Антон Угольников Н
- 2016 — Иван Мищенко З, Антон Угольников Н
- 2017 — Максим Минеев З, Артём Манукян Н, Антон Ковалёв Н
- 2018 — Максим Мельников Н
- 2019 — Илья Баданин Н
- 2020 — Семён Асташевский Н, Егор Чинахов Н, Владимир Машков Н
- 2023 — Вячеслав Малов H, Денис Малов H, Александр Филатьев H

## Руководство
- Михаил Аверин — председатель совета директоров
- Антон Курьянов — генеральный менеджер

## Тренерский штаб
- Главный тренер — Черночуб Виталий Геннадьевич
- Тренер — Гуляев Александр Юрьевич
- Тренер — Евстафьев Андрей Иванович
- Тренер вратарей — Лобачёв Константин Владиславович
- Тренер по физической подготовке — Евстафьев Егор Андреевич

## Тренеры
- Комаров М. А. — 2009—2010
- Жилинский И. В. — 2010—2011
- Корноухов Е. А. — 2011—2013
- Панов Ю. А. — 2013—2015
- Земляной И. С. — 2015—2017
- Панов Ю. А. — 2017
- Титов Г. М. — 2017
- Панов Ю. А. — 2017—2019
- Угольников О. В. — 2019—2021
- Черночуб В. Г. — с 2021

## Клубные рекорды

### Индивидуальная статистика
| Индивидуальные рекорды игроков за один сезон Регулярный чемпионат |                |       |         |
| Статистика                                                        | Игрок          | Всего | Сезон   |
| Голы                                                              | Ковалёв Антон  | 41    | 2016/17 |
| Передачи                                                          | Манукян Артём  | 66    | 2016/17 |
| Очки                                                              | Манукян Артём  | 105   | 2016/17 |
| Очки, защитник                                                    | Арефьев Даниил | 47    | 2013/14 |
| Лучший + / -                                                      | Михеев Илья    | +37   | 2013/14 |
| Штр. минуты                                                       | Глухов Николай | 108   | 2013/14 |
| Лучший КН (вратарь) Сыгравший не менее 20 игр                     | Храмцов Денис  | 2.02  | 2013/14 |
| Победы (вратарь)                                                  | Храмцов Денис  | 17    | 2013/14 |

Примечание: КН — Коэффициент надежности = 60мин*ПШ/ВП, Штр — Штрафое время.

### Командная статистика
| Рекорды команды за один сезон Регулярный чемпионат |       |         |
| Статистика                                         | Всего | Сезон   |
| Больше всего очков                                 | 151   | 2012/13 |
| Больше всего побед                                 | 43    | 2012/13 |
| Больше всего ГЗ                                    | 263   | 2012/13 |
| Меньше всего ГЗ                                    | 129   | 2009/10 |
| Больше всего ГП                                    | 182   | 2016/17 |
| Меньше всего ГП                                    | 120   | 2012/13 |

Примечание: ГЗ — голов забито, ГП — голов пропущено.

## Ежегодные результаты

### Регулярный чемпионат
Примечание: И — количество игр, В — выигрыши в основное время, ВО — выигрыши в овертайме, ВБ — выигрыши по буллитам, ПБ — проигрыши по буллитам, ПО — проигрыши в овертайме, П — проигрыши в основное время, ГЗ — голов забито, ГП — голов пропущено, О — очки, Штр — штрафные минуты.
| Сезон   | И  | В  | ВО | ВБ | ПБ | ПО | П  | О   | ГЗ  | ГП  | Штр  |
| ------- | -- | -- | -- | -- | -- | -- | -- | --- | --- | --- | ---- |
| 2009/10 | 54 | 17 | 0  | 4  | 4  | 4  | 25 | 67  | 129 | 163 | 1046 |
| 2010/11 | 53 | 30 | 1  | 6  | 1  | 1  | 14 | 106 | 183 | 142 | 840  |
| 2011/12 | 60 | 36 | 5  | 3  | 4  | 1  | 11 | 129 | 227 | 122 | 867  |
| 2012/13 | 61 | 43 | 6  | 4  | 1  | 1  | 6  | 151 | 263 | 120 | 724  |
| 2013/14 | 56 | 39 | 4  | 2  | 1  | 1  | 9  | 131 | 245 | 126 | 707  |
| 2014/15 | 52 | 29 | 2  | 4  | 2  | 3  | 12 | 104 | 182 | 121 | 749  |
| 2015/16 | 44 | 26 | 1  | 5  | 2  | 1  | 9  | 93  | 138 | 89  | 453  |
| 2016/17 | 60 | 25 | 4  | 7  | 2  | 3  | 19 | 102 | 230 | 182 | 755  |
| 2017/18 | 60 | 20 | 2  | 4  | 2  | 4  | 28 | 78  | 163 | 170 |      |
| 2018/19 | 60 | 27 | 4  | 1  | 6  | 2  | 20 | 72  | 177 | 151 |      |
| 2019/20 | 64 | 43 | 4  | 0  | 5  | 1  | 11 | 100 | 236 | 137 |      |
| 2020/21 | 56 | 24 | 4  | 5  | 0  | 1  | 22 | 67  | 157 | 124 |      |

### Плей-офф
- Сезон 2009/10

1/8 финала: Омские ястребы — СКА-1946 — 3:2 (1:2ОТ, 1:2, 4:3, 4:0, 1:0ОТ)
1/4 финала: Омские ястребы — Толпар — 0:3 (1:2, 2:3, 3:4ОТ)
- Сезон 2010/11

1/8 финала: Омские ястребы — Белые тигры — 1:3 (1:3, 2:4, 5:2, 1:2)
- Сезон 2011/12

1/8 финала: Омские ястребы — Реактор — 3-0 (3:2, 5:1, 5:4)
1/4 финала: Омские ястребы — Кузнецкие медведи — 3:1 (3:4Б, 2:1, 3:1, 3:2)
1/2 финала: Омские ястребы — Стальные лисы — 3-1 (1:3, 4:3ОТ, 4:3Б, 4:1)
Финал: Омские ястребы — Красная армия — 4:1 (5:2, 5:3, 1:3, 2:1ОТ, 3:1)
- Сезон 2012/13

1/8 финала: Омские ястребы — Кузнецкие медведи — 3:0 (4:3Б, 2:0, 5:1)
1/4 финала: Омские ястребы — Толпар — 3:0 (2:1Б, 5:2, 3:1)
1/2 финала: Омские ястребы — ХК МВД — 3-2 (1:2Б, 3:0, 5:1, 1:3, 2:1)
Финал: Омские ястребы — МХК Спартак — 4:3 (2:0, 6:2, 2:4, 2:4, 0:1, 6:1, 3:2ОТ)
- Сезон 2013/14

1/16 финала: Омские ястребы — Молот — 3:1 (2:1, 0:1, 9:1, 5:2)
1/8 финала: Омские ястребы — Сибирские снайперы — 3:2 (4:3Б, 0:1ОТ, 2:1, 2:4, 6:3)
1/4 финала: Омские ястребы — Белые медведи — 2:3 (1:5, 2:1, 6:2, 1:2, 1:4)
- Сезон 2014/15

1/16 финала: Омские ястребы — Тюменский легион — 3:0 (3:1, 2:1, 6:2)
1/8 финала: Омские ястребы — Реактор — 1:3 (4:5ОТ, 1:0, 2:3ОТ, 2:5)
- Сезон 2015/16

1/8 финала: Омские ястребы — Сибирские снайперы — 1:3 (2:0, 2:6, 1:3, 3:4ОТ)
- Сезон 2016/17

Участие не принимали
- Сезон 2017/18

Участие не принимали
- Сезон 2018/19

1/8 финала: Омские ястребы — Стальные лисы — 3:0 (5:2, 6:5, 3:2)
1/4 финала: Омские ястребы — Мамонты Югры — 2:3 (4:2, 0:1, 1:2, 2:1, 1:5)
- Сезон 2019/20

1/8 финала: Омские ястребы — Мамонты Югры — 3:1 (2:1, 1:2, 2:0, 2:1)
1/4 финала: Омские ястребы — Ирбис — Чемпионат МХЛ прерван из-за пандемии COVID-19
- Сезон 2020/21

Участие не принимали